# Phoebe concinna
Phoebe concinna là một loài bọ cánh cứng trong họ Cerambycidae.